# Kiels voetbalkampioenschap 1907/08
In 1907/08 werd het vierde Kiels voetbalkampioenschap gespeeld, dat georganiseerd werd door de Noord-Duitse voetbalbond, die het overnam van de Kielse voetbalbond. De Noord-Duitse bond voegde de competitie van Lübeck bij die van Kiel voor drie seizoenen. 
Holstein Kiel werd kampioen en plaatste zich voor de Noord-Duitse eindronde. De club versloeg eerst Schweriner FC 1903 en verloor in de halve finale opnieuw van Victoria Hamburg.

## Eindstand
| Plaats | Club                    | Wed. | W | G | V | Saldo | Ptn  |
| ------ | ----------------------- | ---- | - | - | - | ----- | ---- |
| 1.     | Kieler FV Holstein 1902 | 8    |   |   |   | 50:5  | 16:0 |
| 2.     | BC 03 Lübeck            | 8    |   |   |   | 30:17 | 11:5 |
| 3.     | FC Kilia Kiel           | 8    |   |   |   | 9:32  | 7:9  |
| 4.     | 1. Kieler FV 1900       | 8    |   |   |   | 14:33 | 6:10 |
| 5.     | BV 05 Lübeck            | 8    |   |   |   | 14:30 | 0:16 |

|  | Kampioen |